# Bahnstrecke Le Puy–Langogne
| Bahnhofsgebäude von Pradelles, Haute-Loire, im August 2011 |                      |                                                                              |                                                                              |
| |                      |                                                                              |                                                                              |
| Streckennummer (SNCF): | 792 000              |                                                                              |                                                                              |
| Kursbuchstrecke (SNCF): | 92                   |                                                                              |                                                                              |
| Streckenlänge: | 53,4 km              |                                                                              |                                                                              |
| Spurweite: | 1435 mm (Normalspur) |                                                                              |                                                                              |
| Maximale Neigung: | 22 ‰                 |                                                                              |                                                                              |
| |                      |                                                                              |                                                                              |
| \| \| \| Bahnstrecke Saint-Georges-d’Aurac–Saint-Étienne-Châteaucreux von St-Georges \| \| \| \| \| \| \| \| \| 52,5 \| Le Puy-en-Velay \| 631 m \| \| \| \| \| \| \| \| \| Bahnstrecke Saint-Georges-d’Aurac–Saint-Étienne-Châteaucreux nach St-Étienne \| \| \| \| \| \| \| \| \| 3,2 \| Brives-Charensac \| 616 m \| \| \| \| Transcevenole nach Vogüé über Lalevade-d’Ardèche \| \| \| \| 8,8 \| Coubon-Volhac \| 721 m \| \| \| \| ursprüngliche Trassierung[2] \| \| \| \| 10,4 \| Tunnel de Taulhac (1142 m) und N 88 \| Tunnel de Taulhac (1142 m) und N 88 \| \| \| 12,5 \| Tunnel du Riou (1268 m) und N 88 \| Tunnel du Riou (1268 m) und N 88 \| \| \| \| ursprüngliche Trassierung[3] \| \| \| \| 14,1 \| Tunnel de Malpas (565 m) \| Tunnel de Malpas (565 m) \| \| \| 15,3 \| Tunnel des Pradeaux (307 m) \| Tunnel des Pradeaux (307 m) \| \| \| 16,2 \| Tunnel des Vereynes (281 m) \| Tunnel des Vereynes (281 m) \| \| \| 16,6 \| Gagne (Viaduc de la Gagne, 59 m) \| Gagne (Viaduc de la Gagne, 59 m) \| \| \| 17,8 \| Solignac \| 858 m \| \| \| 23,1 \| Le Brignon \| 965 m \| \| \| ~28,6 \| N 88 \| N 88 \| \| \| 28,9 \| Costaros-Cayres \| 1078 m \| \| \| 35,5 \| Landos \| 1115 m \| \| \| 40,3 \| Viaduc d’Arquejols (209 m) \| Viaduc d’Arquejols (209 m) \| \| \| 42,6 \| Saint-Étienne-du-Vigan \| 1002 m \| \| \| 44,1 \| Viaduc Bargeasse (71 m) \| Viaduc Bargeasse (71 m) \| \| \| 46,1 \| Viaduc du Mazigon (58 m) \| Viaduc du Mazigon (58 m) \| \| \| 46,5 \| Pradelles \| 968 m \| \| \| 48,9 \| Tunnel de Mazonric (100 m) \| Tunnel de Mazonric (100 m) \| \| \| 49,1 \| Viaduc de Mazonric (34 m) \| Viaduc de Mazonric (34 m) \| \| \| 50,0 \| Tunnel de la Valette (173 m) \| Tunnel de la Valette (173 m) \| \| \| ~50,6 \| Département Haute-Loire/Lozère \| Département Haute-Loire/Lozère \| \| \| 50,9 \| Allier (89 m) \| Allier (89 m) \| \| \| \| Bahnstrecke Saint-Germain-des-Fossés–Nîmes von St-Germain \| \| \| \| 53,1 \| Viaduc (112 m) \| Viaduc (112 m) \| \| \| 53,4 \| Langogne \| 913 m \| \| \| \| Bahnstrecke Saint-Germain-des-Fossés–Nîmes nach Nîmes \| \| \| Kilometerzählung von Saint-Georges-d’Aurac \| \| \| \| |                      |                                                                              |                                                                              |
| |                      | Bahnstrecke Saint-Georges-d’Aurac–Saint-Étienne-Châteaucreux von St-Georges  |                                                                              |
| |                      |                                                                              |                                                                              |
| Bahnhof | 52,5                 | Le Puy-en-Velay                                                              | 631 m                                                                        |
| |                      |                                                                              |                                                                              |
| Abzweig ehemals geradeaus und nach links |                      | Bahnstrecke Saint-Georges-d’Aurac–Saint-Étienne-Châteaucreux nach St-Étienne | Bahnstrecke Saint-Georges-d’Aurac–Saint-Étienne-Châteaucreux nach St-Étienne |
| |                      |                                                                              |                                                                              |
| Bahnhof (Strecke außer Betrieb) | 3,2                  | Brives-Charensac                                                             | 616 m                                                                        |
| Abzweig geradeaus und nach links (Strecke außer Betrieb) |                      | Transcevenole nach Vogüé über Lalevade-d’Ardèche                             | Transcevenole nach Vogüé über Lalevade-d’Ardèche                             |
| Bahnhof (Strecke außer Betrieb) | 8,8                  | Coubon-Volhac                                                                | 721 m                                                                        |
| |                      | ursprüngliche Trassierung                                                    |                                                                              |
| Tunnel (Strecke außer Betrieb) | 10,4                 | Tunnel de Taulhac (1142 m) und N 88                                          | Tunnel de Taulhac (1142 m) und N 88                                          |
| Tunnel (Strecke außer Betrieb) | 12,5                 | Tunnel du Riou (1268 m) und N 88                                             | Tunnel du Riou (1268 m) und N 88                                             |
| |                      | ursprüngliche Trassierung                                                    |                                                                              |
| Tunnel (Strecke außer Betrieb) | 14,1                 | Tunnel de Malpas (565 m)                                                     | Tunnel de Malpas (565 m)                                                     |
| Tunnel (Strecke außer Betrieb) | 15,3                 | Tunnel des Pradeaux (307 m)                                                  | Tunnel des Pradeaux (307 m)                                                  |
| Tunnel (Strecke außer Betrieb) | 16,2                 | Tunnel des Vereynes (281 m)                                                  | Tunnel des Vereynes (281 m)                                                  |
| Strecke mit Straßenbrücke (Strecke außer Betrieb) | 16,6                 | Gagne (Viaduc de la Gagne, 59 m)                                             | Gagne (Viaduc de la Gagne, 59 m)                                             |
| Bahnhof (Strecke außer Betrieb) | 17,8                 | Solignac                                                                     | 858 m                                                                        |
| Haltepunkt / Haltestelle (Strecke außer Betrieb) | 23,1                 | Le Brignon                                                                   | 965 m                                                                        |
| Bahnübergang (Strecke außer Betrieb) | ~28,6                | N 88                                                                         | N 88                                                                         |
| Bahnhof (Strecke außer Betrieb) | 28,9                 | Costaros-Cayres                                                              | 1078 m                                                                       |
| Bahnhof (Strecke außer Betrieb) | 35,5                 | Landos                                                                       | 1115 m                                                                       |
| Brücke (Strecke außer Betrieb) | 40,3                 | Viaduc d’Arquejols (209 m)                                                   | Viaduc d’Arquejols (209 m)                                                   |
| Haltepunkt / Haltestelle (Strecke außer Betrieb) | 42,6                 | Saint-Étienne-du-Vigan                                                       | 1002 m                                                                       |
| Brücke (Strecke außer Betrieb) | 44,1                 | Viaduc Bargeasse (71 m)                                                      | Viaduc Bargeasse (71 m)                                                      |
| Brücke (Strecke außer Betrieb) | 46,1                 | Viaduc du Mazigon (58 m)                                                     | Viaduc du Mazigon (58 m)                                                     |
| Bahnhof (Strecke außer Betrieb) | 46,5                 | Pradelles                                                                    | 968 m                                                                        |
| Tunnel (Strecke außer Betrieb) | 48,9                 | Tunnel de Mazonric (100 m)                                                   | Tunnel de Mazonric (100 m)                                                   |
| Strecke mit Straßenbrücke (Strecke außer Betrieb) | 49,1                 | Viaduc de Mazonric (34 m)                                                    | Viaduc de Mazonric (34 m)                                                    |
| Tunnel (Strecke außer Betrieb) | 50,0                 | Tunnel de la Valette (173 m)                                                 | Tunnel de la Valette (173 m)                                                 |
| Grenze (Strecke außer Betrieb) | ~50,6                | Département Haute-Loire/Lozère                                               | Département Haute-Loire/Lozère                                               |
| Brücke über Wasserlauf (Strecke außer Betrieb) | 50,9                 | Allier (89 m)                                                                | Allier (89 m)                                                                |
| Abzweig ehemals geradeaus und von rechts |                      | Bahnstrecke Saint-Germain-des-Fossés–Nîmes von St-Germain                    | Bahnstrecke Saint-Germain-des-Fossés–Nîmes von St-Germain                    |
| Brücke | 53,1                 | Viaduc (112 m)                                                               | Viaduc (112 m)                                                               |
| Bahnhof | 53,4                 | Langogne                                                                     | 913 m                                                                        |
| |                      | Bahnstrecke Saint-Germain-des-Fossés–Nîmes nach Nîmes                        |                                                                              |
| Kilometerzählung von Saint-Georges-d’Aurac |                      |                                                                              |                                                                              |

Die Bahnstrecke Le Puy–Langogne war eine eingleisige, 53 Kilometer lange, normalspurige Eisenbahnstrecke zwischen Le Puy-en-Velay und Langogne, Lozère im südlichen Département Haute-Loire in Frankreich. Sie wurde relativ spät, erst 1912, eröffnet und zwischen 1950 und 1992 geschlossen.

## Geschichte

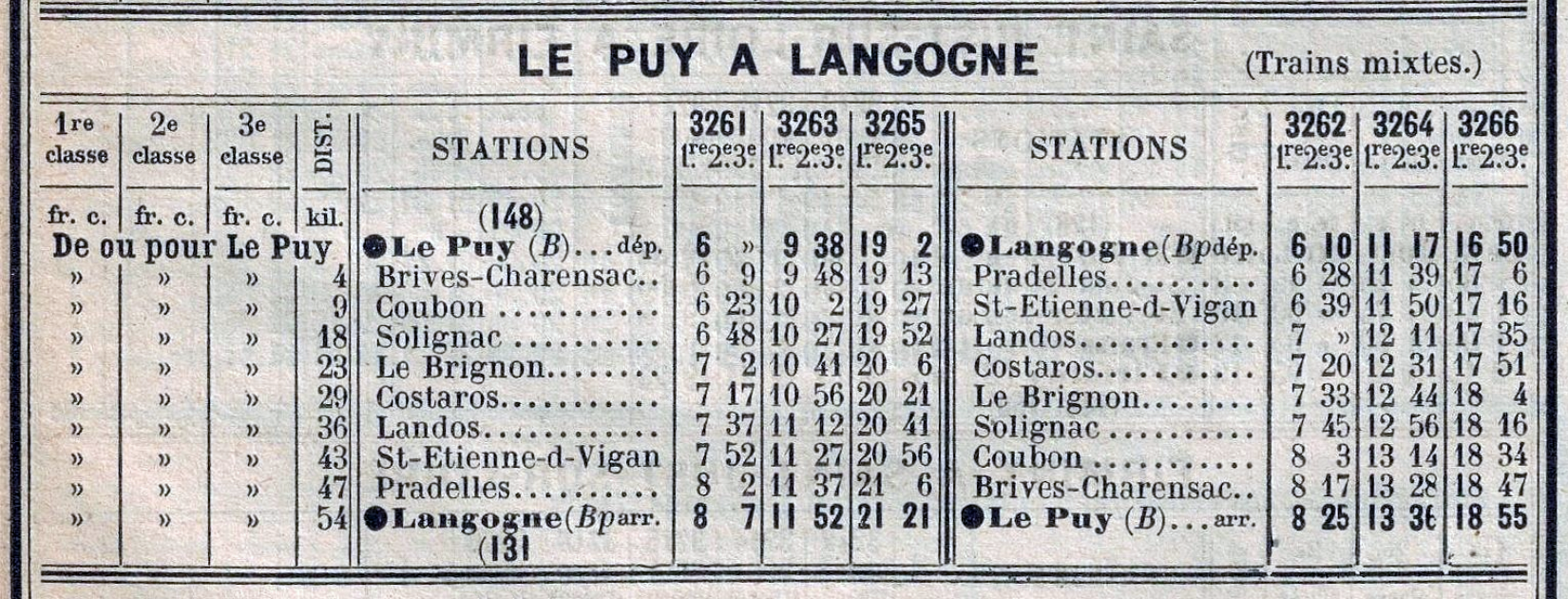
Le Puy a Langogne Fahrplan, Anfang 20. Jhdt.

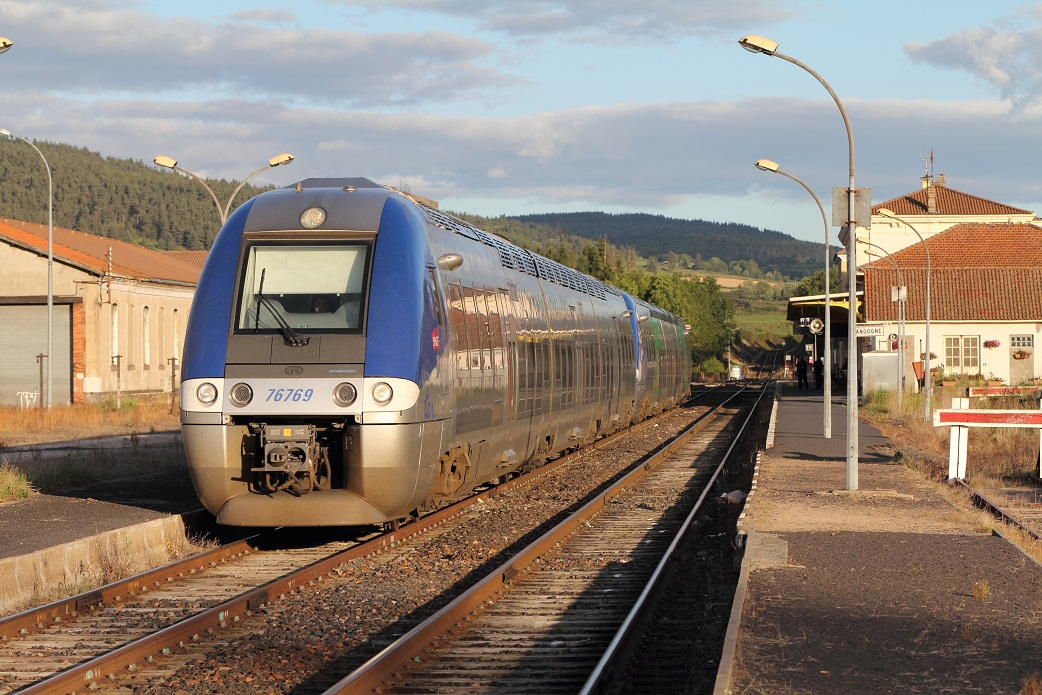
Kreuzungsbahnhof von Langogne in der Morgensonne, August 2011

Der Zeitraum für die Planung und die Konzessionserteilung war ungewöhnlich lang. Nachdem staatlicherseits am 24. März 1879 öffentliches Interesse mit der Möglichkeit der Personenbeförderung erteilt worden war, reichte man erst am 2. August 1886 das Konzessionsgesuch ein. Konzessionsnehmerin war die Compagnie des chemins de fer de Paris à Lyon et à la Méditerranée (PLM).
Während der Bauarbeiten kam der Nordhang ins Rutschen und veranlasste offenbar die Bauherren, den aufwändigeren Weg durch den Berg zu nehmen, was das Bohren zweier Tunnel erforderlich machte. Teile der Trasse sind noch zu sehen, besonders deutlich am Südportal des Tunnel du Riou.
Bis zum Baubeginn am 2. August 1886 dauerte es 11 Jahre und noch einmal 26 Jahre Bauzeit führten zu einem Eröffnungstermin am 1. Juli 1912.
Gut ein Jahr nach Verstaatlichung wurde die Strecke im April 1939 von der SNCF für den Personenverkehr geschlossen. Über drei Personenzugpaare mit allen drei Preisklassen täglich kam das Fahrtaufkommen nie hinaus. Der Güterverkehr ging noch bis April 1981 über die Strecke, als der westliche Streckenzipfel von Langogne bis Landos nicht mehr bedient wurde. Zum 1. Juni 1987 folgte der sich anschließende Streckenteil Brives-Charensac–Landos und 1999 die verbliebene Strecke. Die Entwidmung kam dann am 18. September 1992 für den Abschnitt Brives-Charensac – Langogne (BK 3,696 bis 50,800) und am 27. August 2009 für Le Puy-en-Velay–Brives-Charensac relativ schnell.
Die Strecke verlief grob in südliche Richtung und kreuzte mehrfach die N 88, die ebenfalls die beiden Städte Le Puy-en-Velay und Langogne verbindet. Mit  etwa 5 km Abstand nimmt auch die Loire – die hier allerdings von Süd nach Nord tendiert – diesen Verlauf. Das Streckenprofil war bis etwa zum BK 33,5 stetig ansteigend, um danach wieder zu fallen, beides mit max 22 ‰.